# Abelmoschus angulosus
Abelmoschus angulosus là một thực vật loài thuộc họ Cẩm quỳ, được tìm thấy ở Tiểu lục địa Ấn Độ, Campuchia, Lào, Việt Nam và Indonesia. Loài cây này phát triển ở vùng ôn đới và ẩm ướt từ 750 đến 2000 m, và là loài hoang dã duy nhất của chi Abelmoschus với khả năng thích nghi rõ rệt với nhiệt độ thấp và sương giá nhẹ.